# Palácio de Omortague
O Palácio de Omortague ou Aul (Aula) de Omortague (em búlgaro: Аул на Омуртаг; romaniz.: Aul na Omurtag) é um sítio arqueológico localizado no nordeste da Bulgária, perto da vila de Han Krum na província de Shumen, e que remonta à Antiguidade Tardia e à Alta Idade Média. O sítio tem sido considerado como o local do forte e palácio de Omortague, canasubigi do Primeiro Império Búlgaro entre 815 e 831, conforme menção na Inscrição de Chatalar de 822. Estruturas mais antigas nas redondezas do forte foram identificadas como sendo a sé episcopal ariana de um bispo gótico.

## Sé episcopal gótica

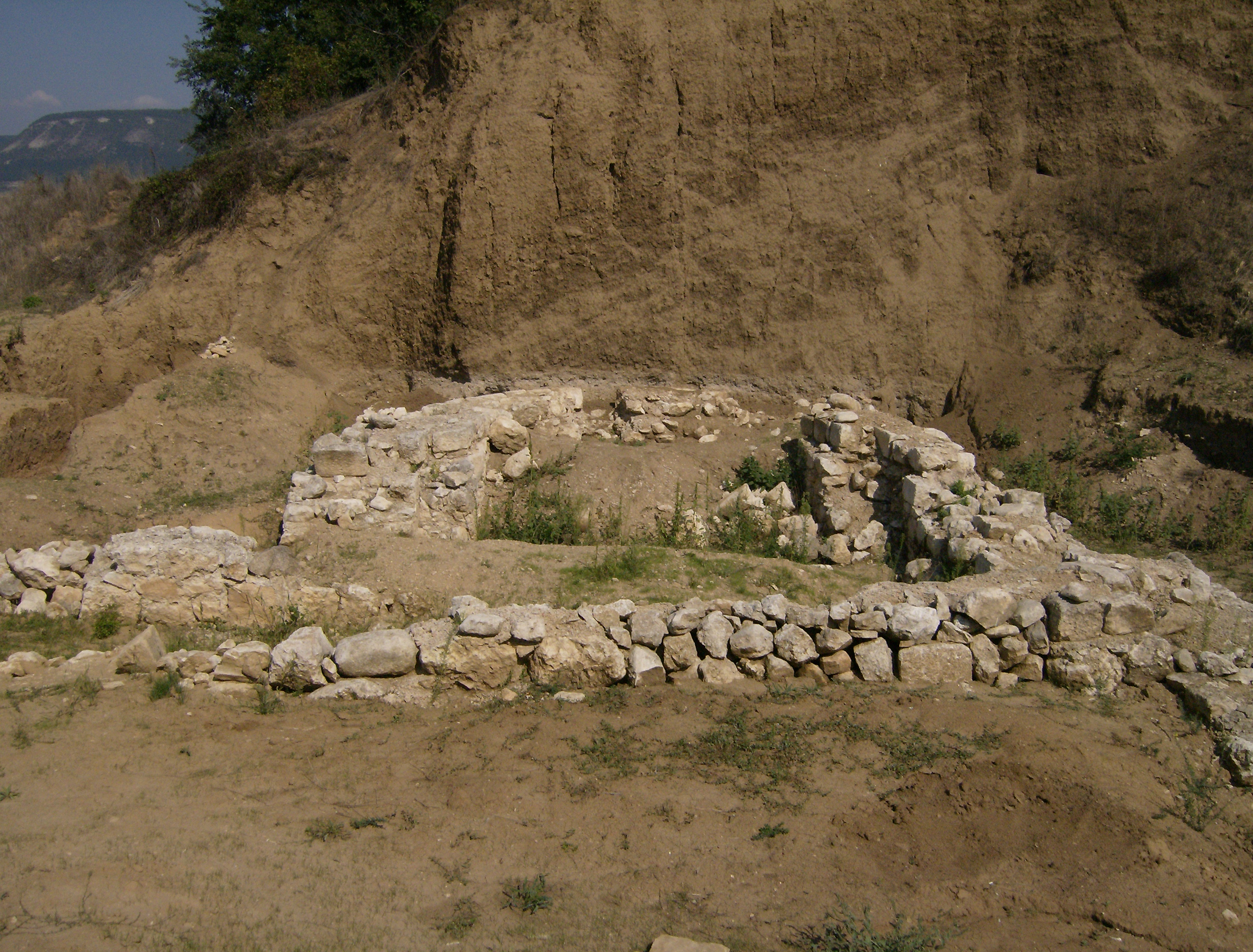
Ruínas da basílica ariana gótica

As mais antigas ruínas no sítio do Palácio de Omortague incluem quatro igrejas, duas das quais construídas construídas sobre as outras duas, um banho e muralhas fortificadas, tudo datando da Antiguidade Tardia (entre 250 e 650). Três das igrejas e o banho estão fora da fortificação medieval, enquanto que uma das igrejas e traços das muralhas antigas estão dentro. Arqueologistas e estudiosos ligam as antigas ruínas ao assentamento de federados godos arianos na região e, especificamente, ao bispo gótico do século IV Úlfilas (Wulfila). Sabe-se que ele se mudou para o norte da moderna Bulgária com seus seguidores e traduziu a Bíblia para a língua gótica em Nicópolis do Danúbio. Acredita-se que as quatro igrejas góticas tenham sido destruídas durante as sucessivas incursões hunas.
Uma pequena igreja escavada em 1976 foi identificada pelo consultor Todor Balabanov como sendo a igreja pessoal de um poderoso godo, possivelmente Úlfilas. Acredita-se que os parcamente preservados afrescos na igreja sejam os mais antigos da Bulgária. Próximo da igreja foi construída uma basílica maior, que se acredita ser a sé episcopal ariana. Um edifício quase quadrado medindo 27,9 x 26 m tem três naves e uma abside com duas alas. Sobre as ruínas da basílica está um edifício octogonal com uma abside na face norte. Balabanov alega que ele seria um mausoléu e compara-o com o Mausoléu de Teodorico em Ravena.
Na década de 2000, pesquisadores escavaram diversas covas góticas na região. Entre os artefatos encontrados estavam kits médicos, uma cota de malha e joias germânicas características, incluindo fivelas e fíbulas (broches) decoradas em ouro, pedras preciosas e temas zoomórficos. Em uma das covas foram encontrados os restos de uma mulher com uma deformação craniana artificial típica dos nobres góticos, sármatas e búlgaros.

## Palácio e forte búlgaros

### História e escavação
A Inscrição de Chatalar, um epigrafo búlgaro escrito numa coluna em grego medieval, foi escavada em 1905 na vila de Han Krum (conhecida na época como Chatalar). O texto indica que o canasubigi Omortague construiu um aula com quatro colunas encimado por duas esculturas de leões próximo ao rio Ticha. Os primeiros estudiosos a analisaram a inscrição ligaram a passagem com Preslava, a cidade que sucederia a capital de Omortague (Plisca) como centro do Império Búlgaro no final do século IX. Mais recentemente, porém, se provou conclusivamente que o aula de Omortague é o sítio em Han Krum, muito mais próximo do local onde a inscrição foi encontrada. Enquanto permanece obscuro se a palavra aula deve ser interpretada como o termo grego αύλή ("palácio, corte") ou o dos nômades das estepes aul, um centro de governo fortificado, as ruínas em Han Krum se adequam perfeitamente à descrição medieval.

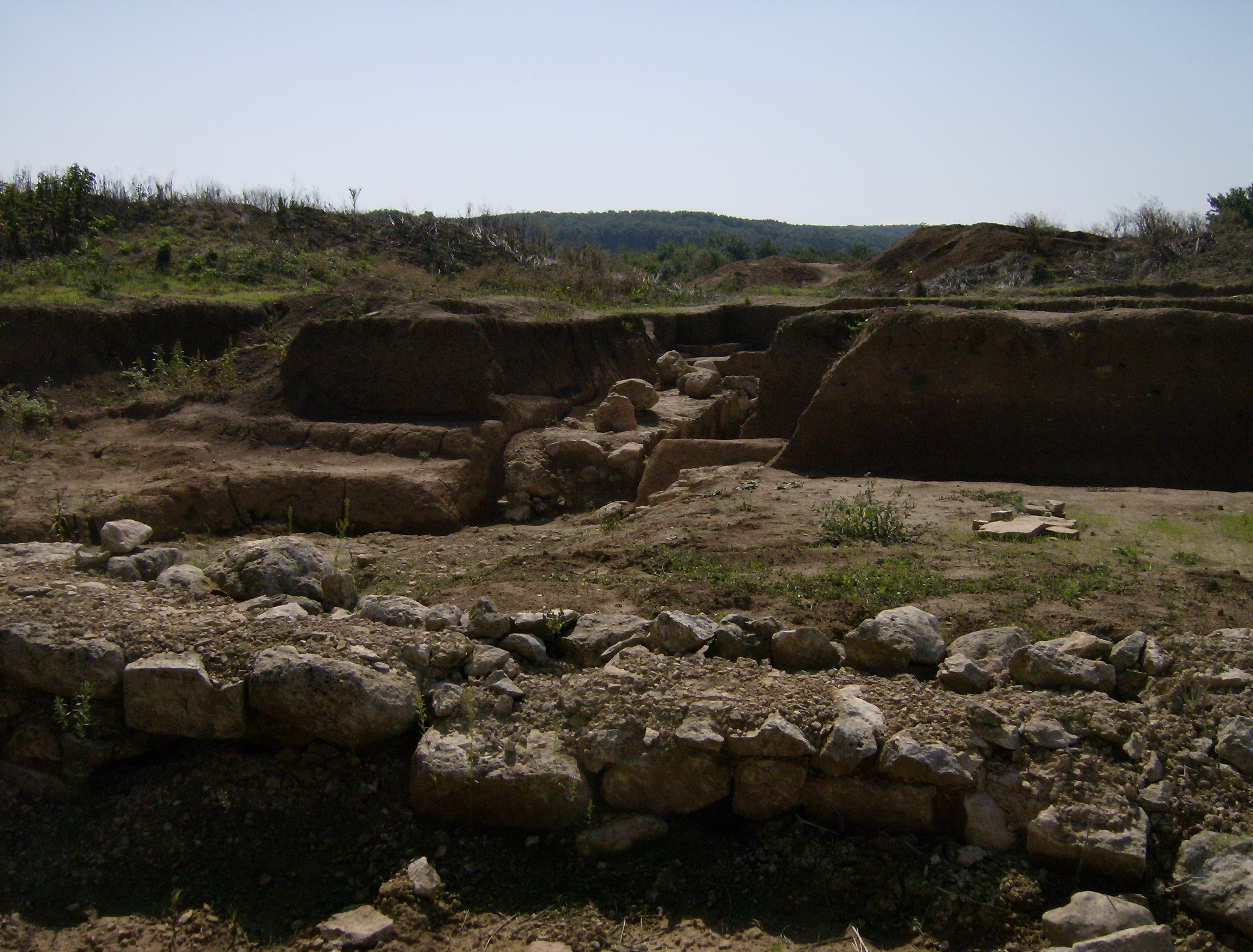
Fortificações medievais escavadas no local.

Pesquisas arqueológicas determinaram que o sítio medieval em Han Krum permaneceu habitado por mais de 150 anos, de 822 até o final do século X, quando o forte foi arrasado. Novos edifícios foram depois construídos sobre as ruínas, o que demonstra que a população não desapareceu completamente. As escavações no Palácio de Omortague começaram em 1957 e ainda não terminaram. Desde 2000, o sítio tem sido estudado intensivamente por arqueólogos alemães e búlgaros.

### Arquitetura
A principal característica do sítio arqueológico é a muralha fortificada do início do século que circunda o palácio. Ainda que muito menores que as fortificações de Plisca, o forte em Han Krum lembra muito as muralhas defensivas da capital. A fortaleza, conhecida localmente como Hisar Kale (em turco, ambas as palavras significam "castelo, forte"), mede 405 x 505 m e tem uma área total de 0,2084 km2. Diversas estruturas da mesma época também estão dentro do forte, incluindo uma fortaleza interior medindo 92,5 x 113,6 m e prédios em pedra de variada complexidade, como um banho com três cúpulas. A entrada do forte interno localizava-se na face leste. Acredita-se que os edifícios dentro das muralhas tenham servido como moradia de um nobre, um palácio, embora não seja certo, do ponto de vista arqueológico, se ele é do período de Omortague ou posterior Balabanov teoriza que o forte acomodava um comandante de guarnição e barracões para os soldados.
Fragmentos de uma escultura de leão que originalmente tinha 1 m de altura foram encontrados dentro do forte, o que levou os pesquisadores a identificá-la como uma das duas esculturas citadas na Inscrição de Chatalar. Há indícios de que um santuário pagão, no qual se realizavam sacrifícios animais, também existia no local. Carcaças de coelhos e cães enterradas no local, vasilhames medievais e pedras gessadas com sulcos para permitir que o sangue escorresse para um fosso são testemunhas disso.
Acredita-se que uma quinta igreja em Han Krum, descoberta pelo arqueólogo Kremena Stoeva em 2009, seja do século X, posterior à cristianização da Bulgária. Ela tem três naves e três absides. Ela foi datada de forma conclusiva a este período com base em fragmentos de cerâmica e na arquitetura do prédio.